# SS Leviathan
El SS Leviathan (originalmente SS Vaterland) fue un transatlántico alemán construido en los astilleros Blohm & Voss de Hamburgo, y operado por la empresa naviera Hamburg America Line (HAPAG) a partir de 1913. Fue el segundo de una serie de tres buques hermanos conocida como la clase Imperator, concebida a comienzos de la década de 1910 por Albert Ballin para dominar el servicio de pasajeros en la ruta comercial del Atlántico norte. Sus buques hermanos eran el SS Imperator y el SS Bismarck. En el momento de su entrada en servicio fue el barco de pasajeros más grande del mundo.
Navegó bajo el nombre de Vaterland durante algo menos de un año, antes de que su carrera se viera interrumpida por el comienzo de la Primera Guerra Mundial. Entonces el buque fue internado en Estados Unidos, e incautado por el gobierno norteamericano con la entrada en guerra de dicho país en 1917. Rebautizado como Leviathan, sirvió como buque de transporte de tropas hasta el final de la contienda, y posteriormente de nuevo como buque de pasajeros comercial, siendo el buque insignia de la compañía United States Lines. 
El Leviathan permaneció en servicio en la línea del Atlántico norte hasta 1934. Sin embargo, su carrera resultó a la postre un desastre financiero. Fue retirado del servicio y permaneció en dicha condición hasta su desguace en 1938.

## Historia

### Concepción

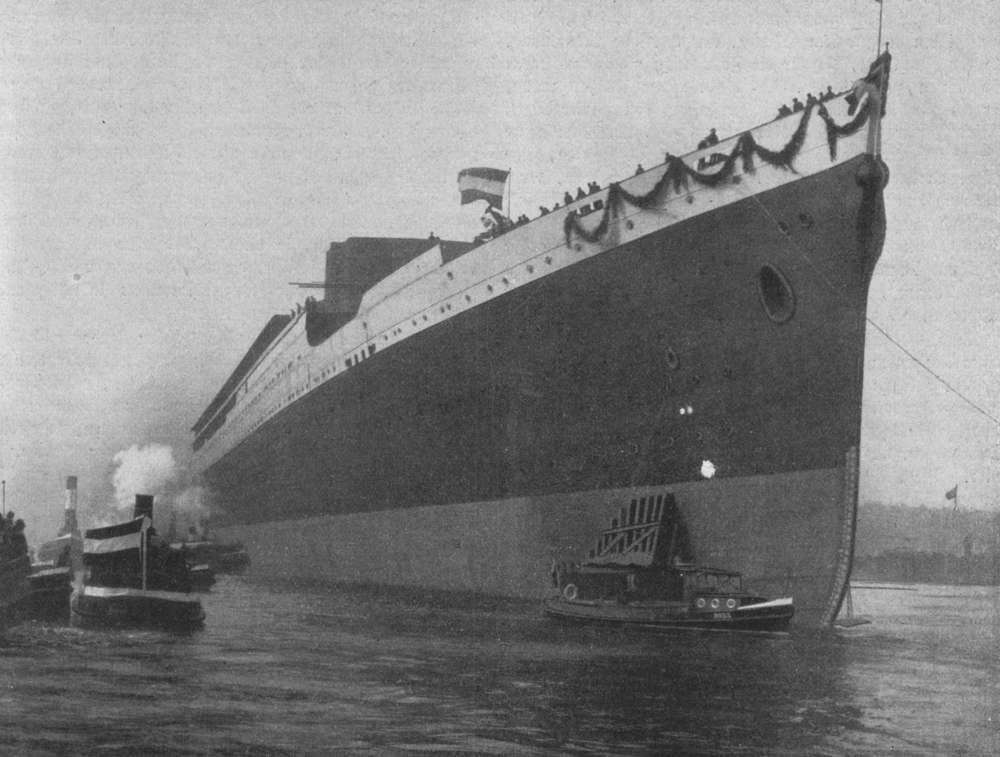
Botadura del Vaterland,

La idea de la construcción de tres grandes transatlánticos para la naviera Hamburg America Line partió de su presidente, Albert Ballin. Por entonces, el único navío de categoría de la compañía se trataba del Deutschland, pero problemas de orden técnico propiciaron la huida de la clientela y el barco no fue muy exitoso a lo largo de su breve carrera. Además de ello, su tamaño era netamente inferior al de otros transatlánticos británicos construidos a comienzos del siglo xx. La naviera había concebido el Amerika y el  Kaiserin Auguste Victoria con relativo éxito, pero no estaban a la altura de sus competidores. El nuevo trío de Ballin tenía como objetivo poder competir con los barcos de la Cunard Line y de la White Star Line no en velocidad, sino en el ámbito del tamaño y el lujo. El primer buque de la serie fue el Imperator, que debutó en el Atlántico en 1913.
El segundo navío, el Vaterland, fue construido en los astilleros de Blohm & Voss de Hamburgo (Alemania). La decoración interior de la clase Imperator fue obra de Charles Mewès. Fue botado el 13 de abril de 1913, con el nombre "Europa", aunque fue provisional. El Vaterland disponía de instalaciones muy lujosas, como dos suites imperiales, una cafetería Verandah y un restaurante À la Carte. El káiser Guillermo II participó personalmente en la decoración, ofreciendo cuatro lienzos del siglo xvii, un busto con su representación (como se había realizado previamente a bordo del Imperator) y una estatua de bronce de la reina María Antonieta de Austria.

### Inicios

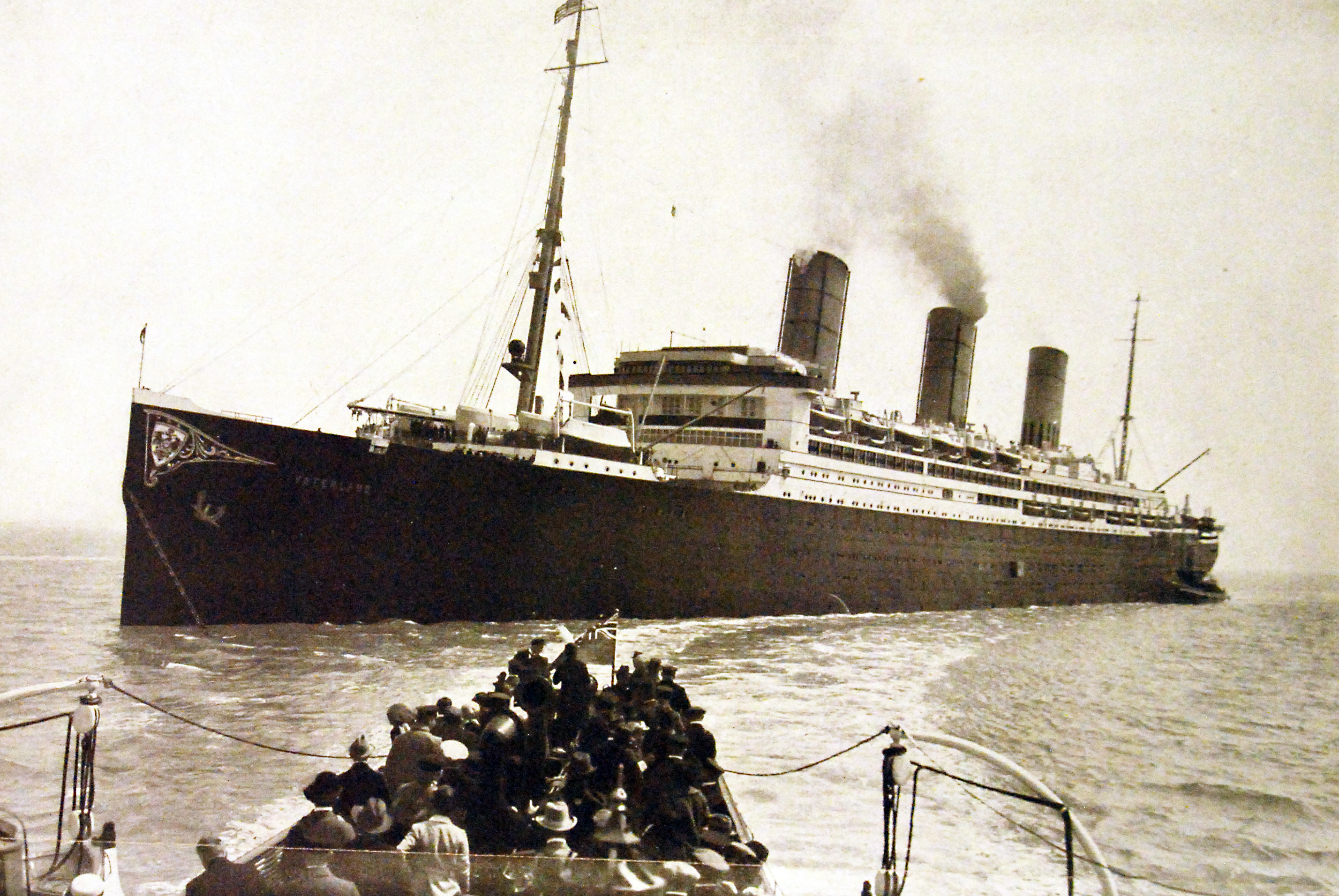
El Vaterland con los colores originales de la naviera Hamburg America Line

El Vaterland fue operado desde julio de 1914 por la HAPAG en la ruta que unía Bremerhaven, Cherburgo y Nueva York. Navegó por el Atlántico durante varias travesías antes de quedar inmovilizado, desde finales de 1914, en un muelle en Nueva Jersey. Oficialmente, el Vaterland nunca fue internado en el servicio comercial y quedó a la espera de órdenes que nunca llegaron por parte de la gerencia de la compañía o del almirantazgo alemán, sencillamente fue olvidado. El buque sirvió de hospedaje de lujo a los 300 miembros de su tripulación durante casi tres años y, a menudo, se corrían rumores de un inminente zarpe clandestino con simpatizantes de la causa alemana.

### Primera Guerra Mundial
Una vez que Estados Unidos declaró la guerra al Imperio alemán el 6 de abril de 1917, el Vaterland fue requisado y sus 300 tripulantes fueron internados en la isla de Ellis; el gobierno estadounidense les ofreció la ciudadanía americana.
Una vez requisado, el barco fue rebautizado como USS Leviathan por el presidente Woodrow Wilson el 6 de septiembre de 1917 y reconvertido en transporte de tropas durante la última fase de la Primera Guerra Mundial, siendo pintado con camuflaje antisubmarino. Al servicio de la Armada de los Estados Unidos, transportó más de 119 000 soldados en 19 viajes al escenario bélico; en uno de sus viajes llegó a transportar a 14 416 soldados a bordo, usualmente eran 14 000. El puerto de destino en Europa era Brest, en Francia.  
Desde diciembre de 1918, repatrió a los soldados sobrevivientes, heridos y licenciados en nueve viajes. Fue dado de baja el 
29 de octubre de 1919 y enviado a un amarradero de la Armada en Hoboken, a la espera de una decisión sobre su futuro.

### Servicio con la United States Lines

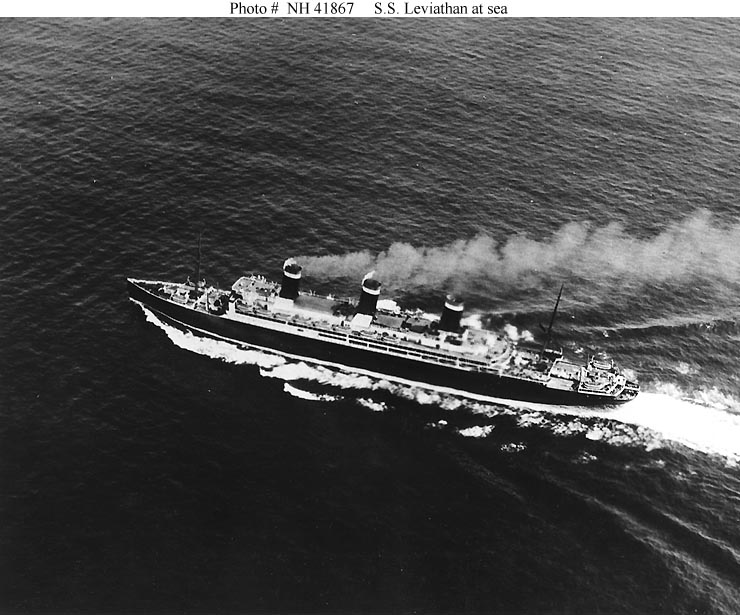
Vista aérea del Leviathan en alta mar, durante los años 1920

Una vez terminado el conflicto, el buque quedó en malas condiciones de mantenimiento y con un aspecto deplorable. Fue traspasado como compensación de guerra a la United States Lines en 1919, y reformado bajo el auspicio de la Armada y de la Secretaría de Marina estadounidense. Las reformas fueron llevadas a cabo por la firma Gibbs Brothers Inc., bajo la dirección del famoso ingeniero naval William Francis Gibbs, que viajó personalmente a Alemania, visitó el astillero de Blohm & Voss y negoció los planos originales del transatlántico. Así, el buque, renombrado como SS Leviathan, recuperó no solo su lujo y esplendor originales, sino que fue técnicamente modernizado bajo los estándares de alta seguridad de Gibbs, quedando operativo para el servicio comercial en junio de 1923. Tras su reintroducción, fue apodado como «la Reina de los Estados Unidos».
Aunque gozó de buena popularidad, nunca logró alcanzar el prestigio de sus rivales europeos debido a la implantación en Estados Unidos de la llamada Ley Seca, lo que le espantó a gran parte de la clientela. Finalmente, en los años 1930, las consecuencias derivadas de la Gran Depresión terminaron por arruinar económicamente al Leviathan, que acabó siendo retirado del servicio en 1931. Sirvió esporádicamente en 1934 y, posteriormente, retirado de forma definitiva. El 10 de septiembre de 1937, fue vendido como chatarra y finalmente desguazado en el puerto escocés de Rosyth, en 1938.

## Galería

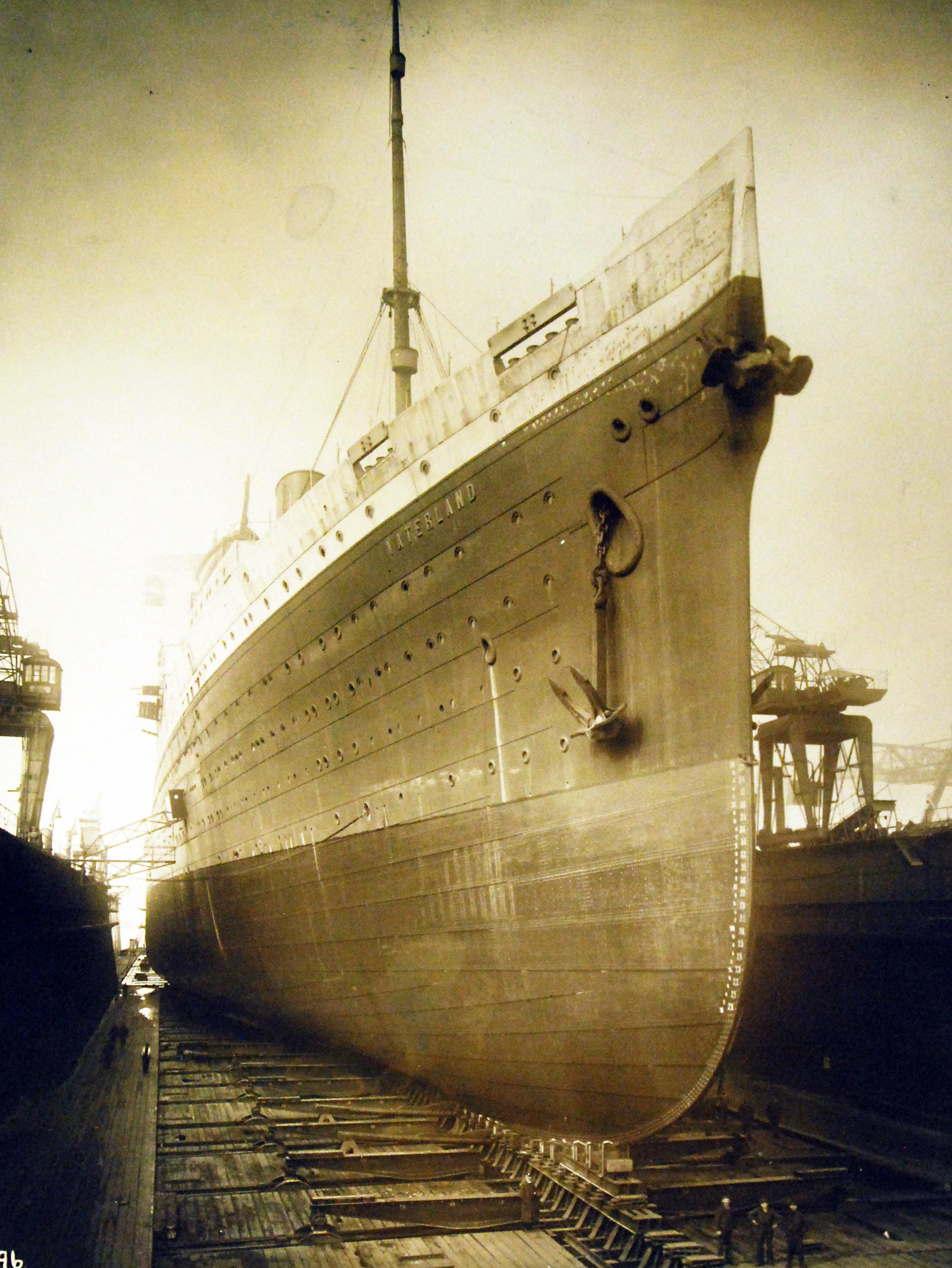
Vista de la proa del SS Vaterland en el dique seco de Hamburgo, 5 de marzo de 1914
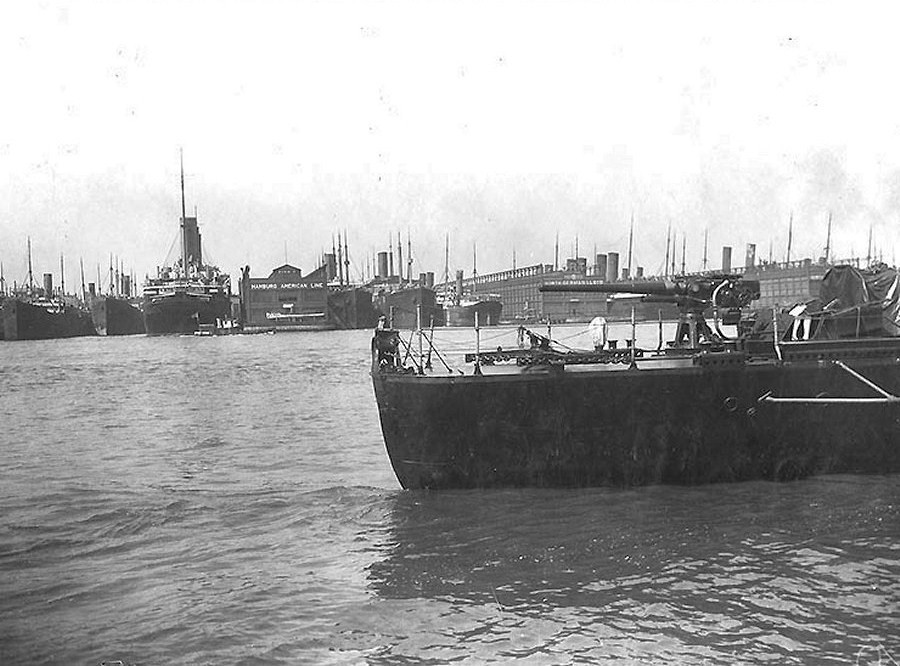
El Vaterland inmovilizado en los muelles de Nueva Jersey en abril de 1917 (a la izquierda)
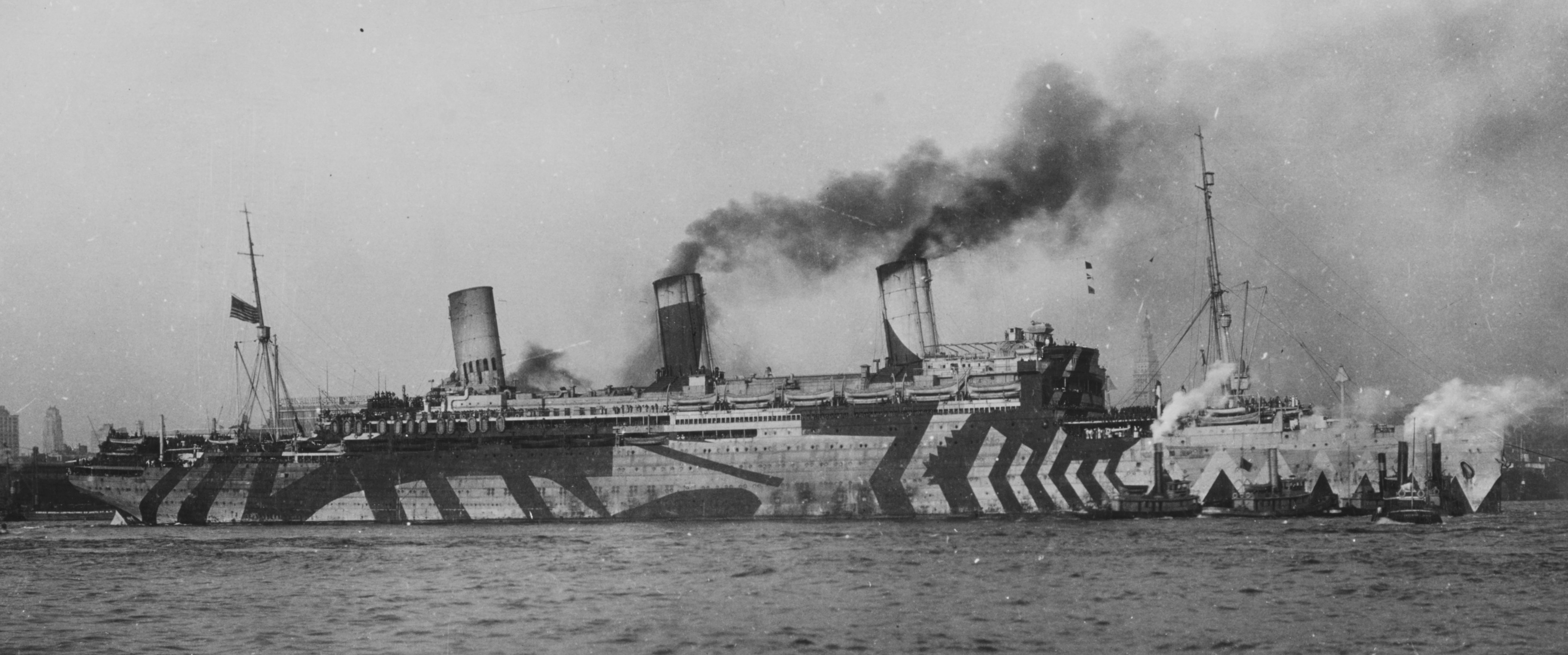
El USS Leviathan pintado con camuflaje dazzle durante la Primera Guerra Mundial
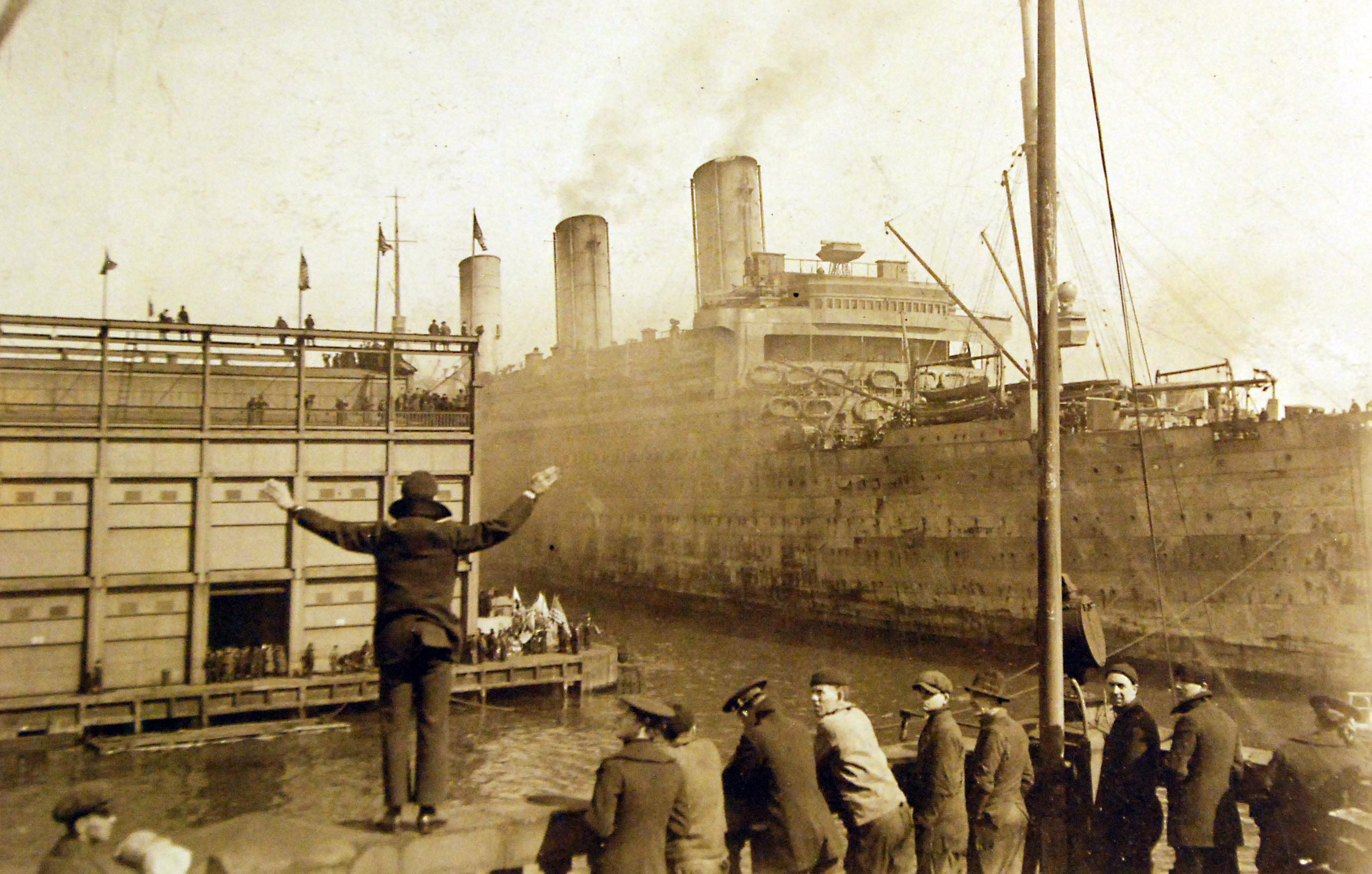
El Leviathan, arribando al puerto de Nueva York el de marzo]], tras realizar un viaje repatriando soldados desde Europa
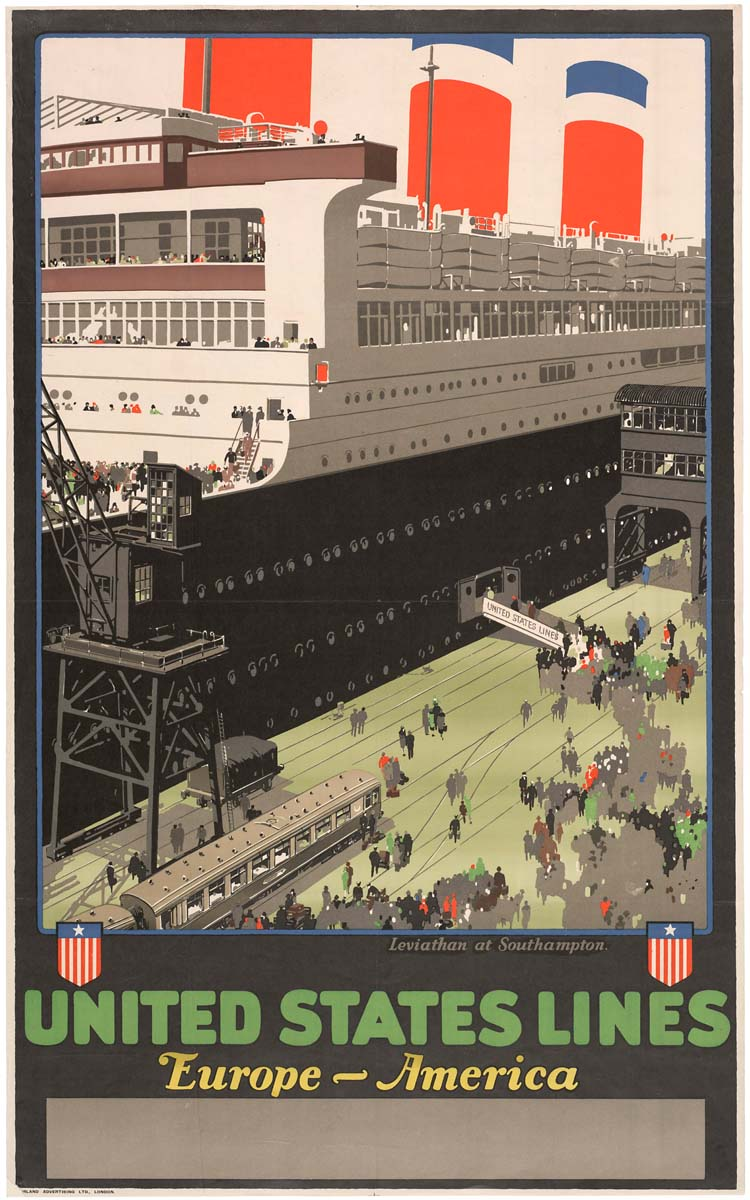
Cartel publicitario del SS Leviathan, lanzado en 1928 por la US Lines
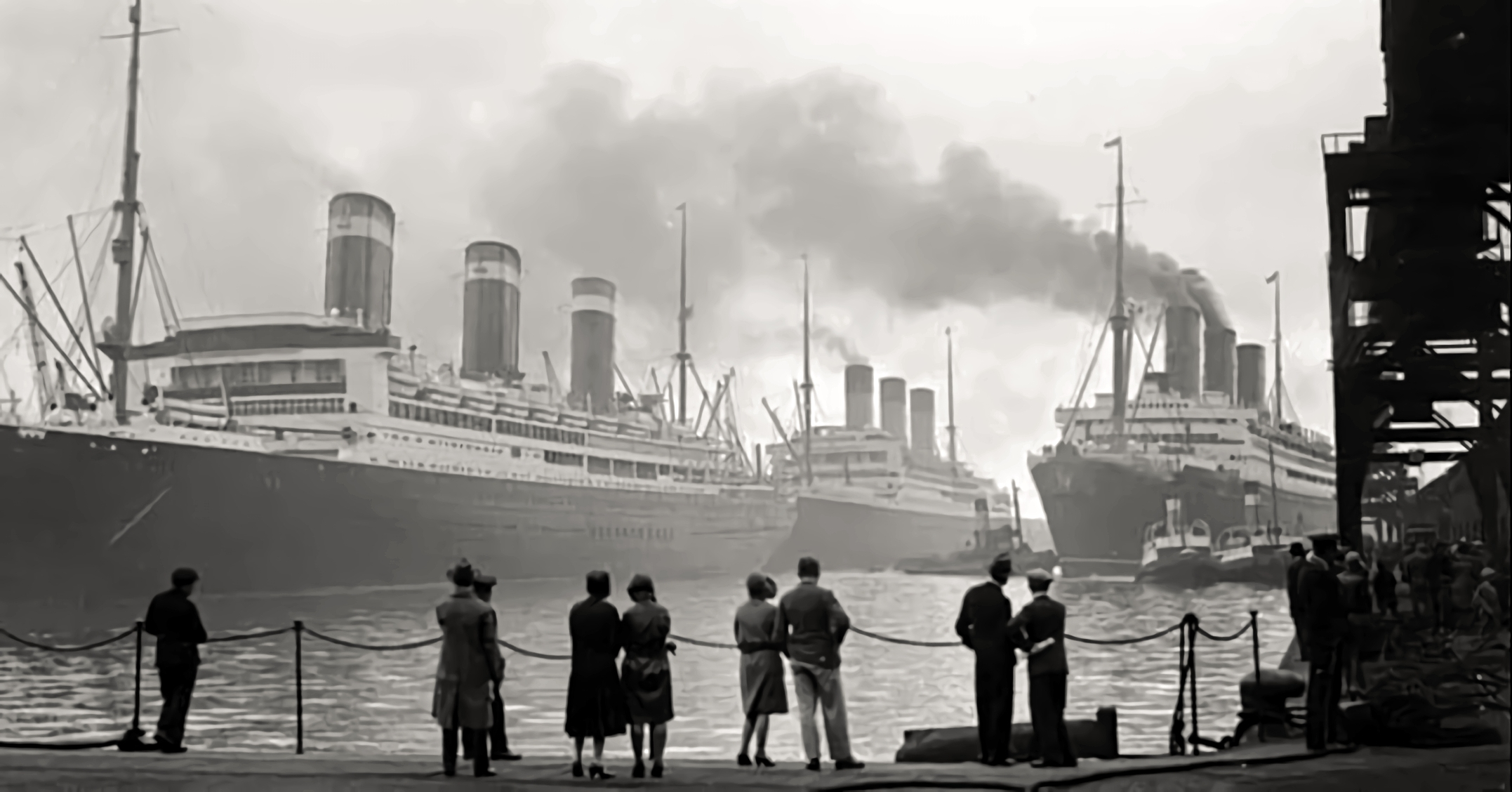
El Leviathan (izq) fotografiado en el puerto de Southampton junto a sus dos buques gemelos, el Berengaria (der) y el Majestic (centro), durante los años 1920
Perfil del interior y del exterior del Leviathan